# Willy von Känel
Willy von Känel (La Chaux-de-Fonds, 30 ottobre 1909 – 28 aprile 1991) è stato un calciatore svizzero, di ruolo attaccante.